# Nedim Günar
Nedim Günar (né le 2 janvier 1932 à Balıkesir et mort le 7 septembre 2011 à Istanbul) est un joueur de football turc, qui évoluait au poste de défenseur.

## Biographie
Il a joué près de treize saisons en défense avec le géant turc du Fenerbahçe SK. Le reste de sa carrière n'est pas connu.
Du côté de la sélection nationale, il n'a joué que deux matchs de 1954 à 1955 avec l'équipe de Turquie, mais est connu pour avoir participé à la coupe du monde de football 1954, se jouant en Suisse.

## Palmarès
- Champion de Turquie en 1959 et 1961 avec Fenerbahçe